# Archaeornithomimus
Archaeornithomimus („prastarý napodobitel ptáka“) byl rodem teropodního dinosaura z čeledi Ornithomimidae, který žil v období svrchní křídy (asi před 80 miliony let) na území dnešní Číny. Šlo o velmi štíhlého a rychle běhajícího dinosaura, patřícího mezi tzv. ptačí dinosaury.

## Popis
Zřejmě šlo o všežravce, jenž se živil rostlinami, semeny i menšími obratlovci. Dosahoval délky asi 3,4 metru a hmotnosti kolem 50 kg, tyto odhady jsou ale pouze orientační. Rozeznávány jsou dva druhy, A. asiaticus ze souvrství Iren Dabasu a nejistý A. bissektensis ze souvrství Bissekty (nově Dzharacursor bissektensis).
Tento teropod zřejmě dokázal rychle běhat (i když ne tak rychle, jako někteří jeho příbuzní (např. rody Ornithomimus a Struthiomimus), kteří mohli dosáhnout rychlosti v běhu až kolem 70 km/h).